# دلتا 2

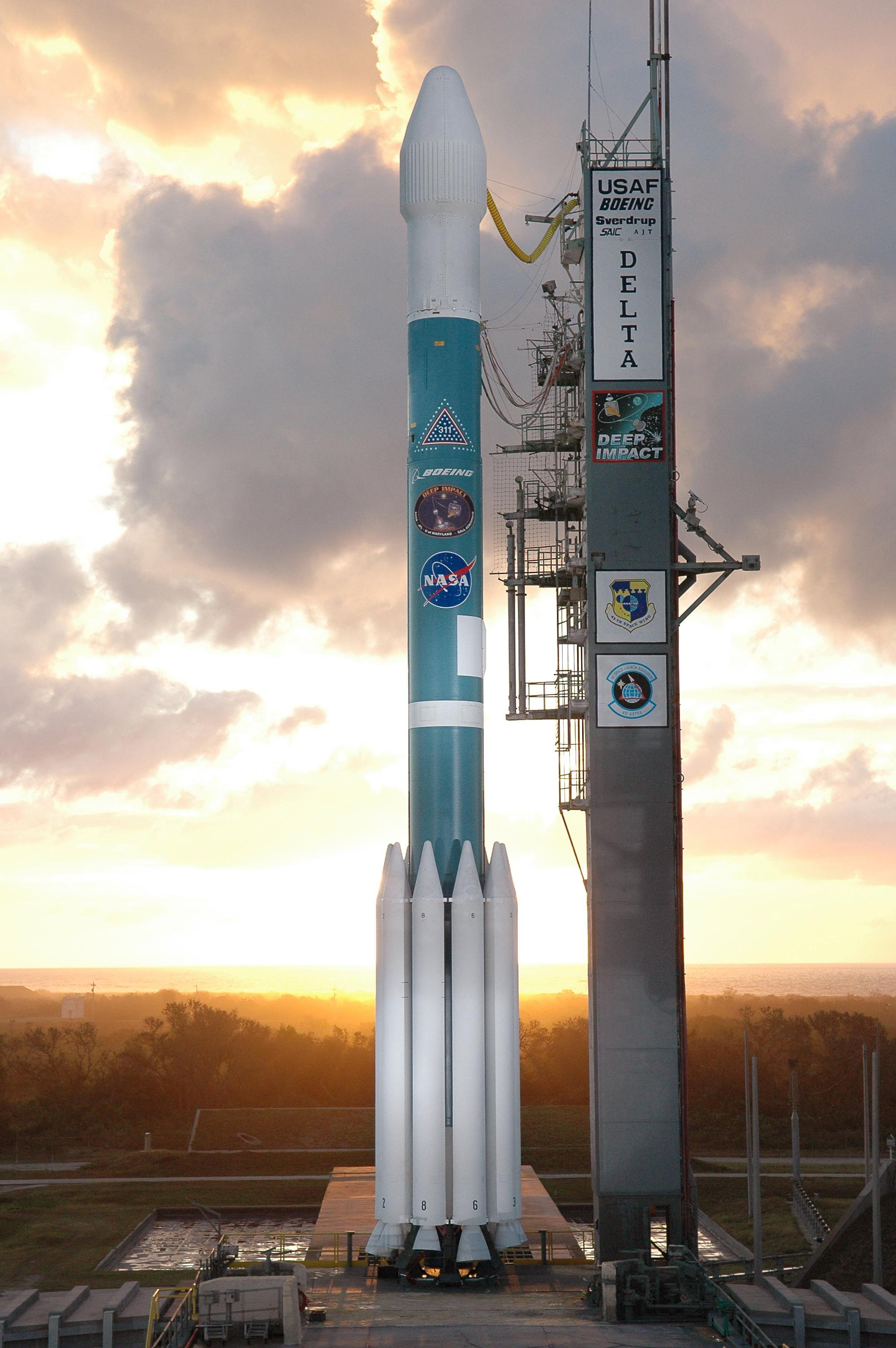
دلتا 2 تحمل مسبار ديب إمباكت قبل الإقلاع.

دلتا 2 (بالإنجليزية: Delta 2)‏ هو صاروخ حامل لإطلاق مركبات فضائية صمم وشيد أساسا في شركة ماكدونل دوغلاس. وهو جزء من عائلة صواريخ دلتا وقد بدأت خدمتها منذ عام 1989.
ثم بني فيما بعد في شركة بوينغ للدفاع والفضاء. يتم تجميع المركبة عموديا على منصة الإطلاق. التجمع يبدأ بتركيب المرحلة الأولى في مكانة. ثم يتم تجميع البدن الصلب وتزاوجه مع المرحلة الأولى. ومن ثم يتم تركيب المرحلة الثانية فوق الأولى.

## مراحل الصاروخ دلتا 2
يستخدم الصاروخ الحامل دلتا 2 مرة واحدة، وهو ذو ثلاثة مراحل ويتكون من الأجزاء الآتية:

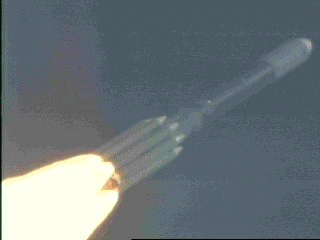
دلتا 2 ينطلق وبه 6 محفزات صاروخية تعمل بالوقود الصلب.

- محفز صاروخي : يتكون جسم المحفز من ألياف الكربون الخفيفة ويعمل بالوقود الصلب من نوع HTPB. ويمكن أن تحتوي دلتا 2 على 9 محفزات صاروخية GEM-40-Booster ترفع من قوة الانطلاق، ومنها صواريخ أصغر تعمل بعدد أقل من المحفزات الصاروخية حيث تزود بثلاثة أو أربعة فقط.

كما يوجد النوع «دلتا 2 الثقيل» وهو يزود بتسعة محفزات أكبر من نوع GEM-46-Booster. يبلغ قطر المحفزGEM-40-Booster نحو 102 سنتيمتر وقطر المحفز GEM-46 Booster نحو 117 سنتيمتر.
عند انطلاق دلتا 2 المعتاد أو الثقيل يتم تشغيل 6 من المحفزات الصاروخية، وقبل نهاية عملها يبدأ 7تشغيل الثلاثة محفزات الباقية. واما الدلتا 2 الأصغر فتشعل الثلاثة أو الأربعة محفزات جميعا وقت الإطلاق.
- المرحلة الأولي : من طراز Thor XLT يبلغ قطرها 44و2 متر تعمل بالكيروسين والأكسجين السائل وهي مزودة بمحرك صاروخي من طراز RS-27A-Triebwerk. وهي تكسب الصاروخ معظم السرعة الأولية عند الإطلاق.
- المرحلة الثانية :

من نوع Delta K وهي أصغر من المرحلة الأولى وتحوي محرك صاروخي من نوع Aerojet تعمل بالوقود هايبرجول. وعندما تكون وجهة الصاروخ إلى مدار قريب من الأرض يشغل هذا المحرك مدة طويلة ثم يوقف فترة حيث تطير المرحلة الثانية بالقمر الصناعي في مدار مؤقت يبلغ نصف دورة حول الأرض ثم يعاد تشغيلها لمدة قصيرة لتوصيل القمر الصناعي إلى مدار دائري حول الأرض. ثم تنفصل عن القمر الصناعي وتعمل على احراق بقية الوقود تفاديا لحدوث انفجار فيما بعد.
في حالة توصيل الحمولة إلى مدار بعيد عن الأرض أو عند مغادرة الأرض في رحلة إلى أحد الكواكب فتعمل المرحلة الثانية كما سبق ثم يتبعها المرحلة الثالثة حاملة مركبة فضاء بالسرعة اللازمة وفي الاتجاه المرغوب. تحوي المرحلة الثانية على نظام التوجيه لدلتا 2 وحاسوب ضبط الطيران.
- المرحلة الثالثة:

وهي صاروخ ذو وقود صلب من نوع ATK-Thiokol. يزيد السرعة ويوصل الحمولة إلى مدار بعيد عن الأرض أو يخرج بها من نطاق الأرض في بعثة بعيدة ثم ينفصل عن الحمولة. لا تحتوي المرحلة الثالثة على نظام للتوجيه، بل تقوم بذلك المرحلة الثانية قبل أنفصالها.
- غطاء الحمولة :

وهو يكون من معدن رقيق أو من مادة مركبة ويحمي الحمولة من الجو أثناء الانطلاق.

## صور أثناء التجهيز

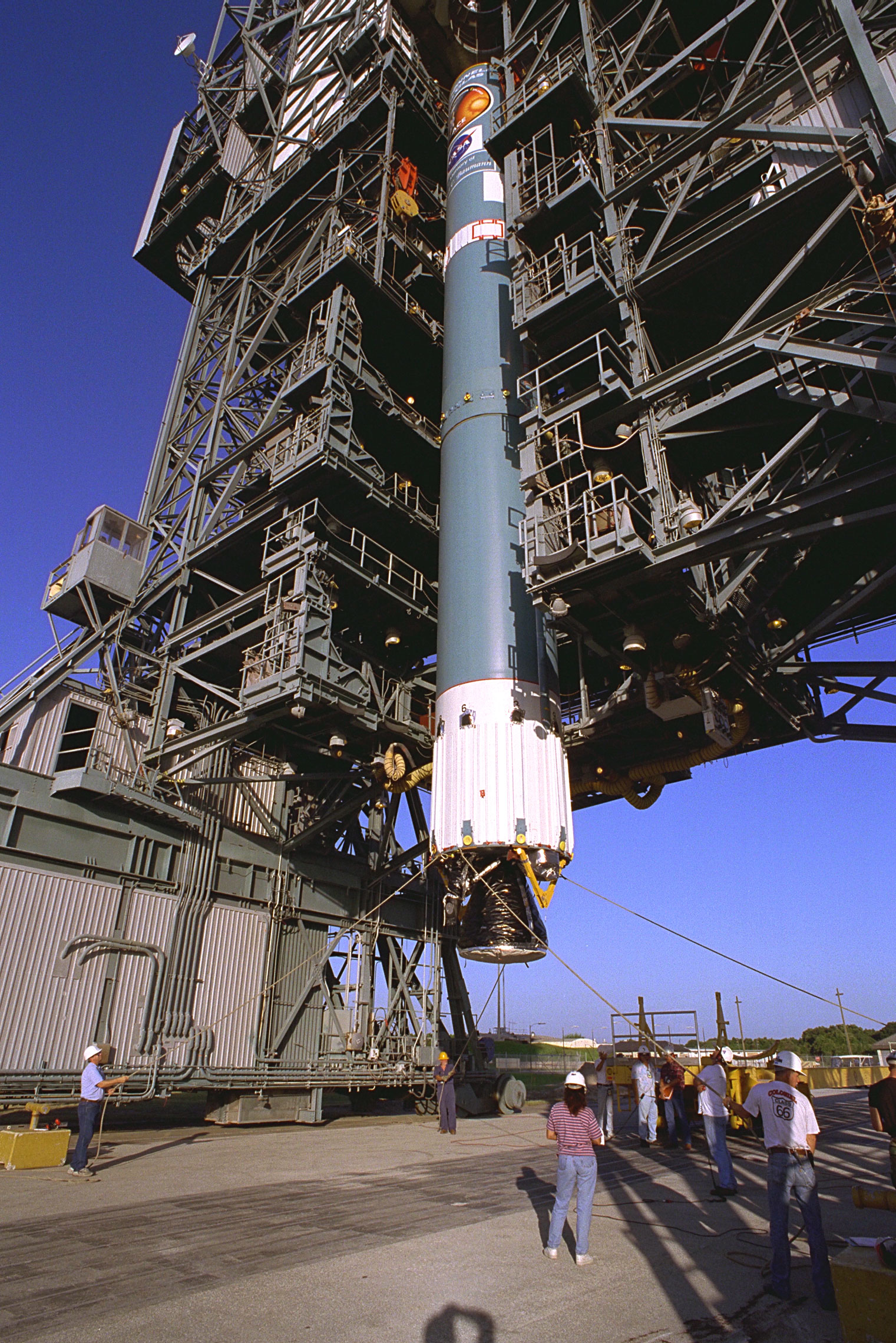
نصب المرحلة الأولى
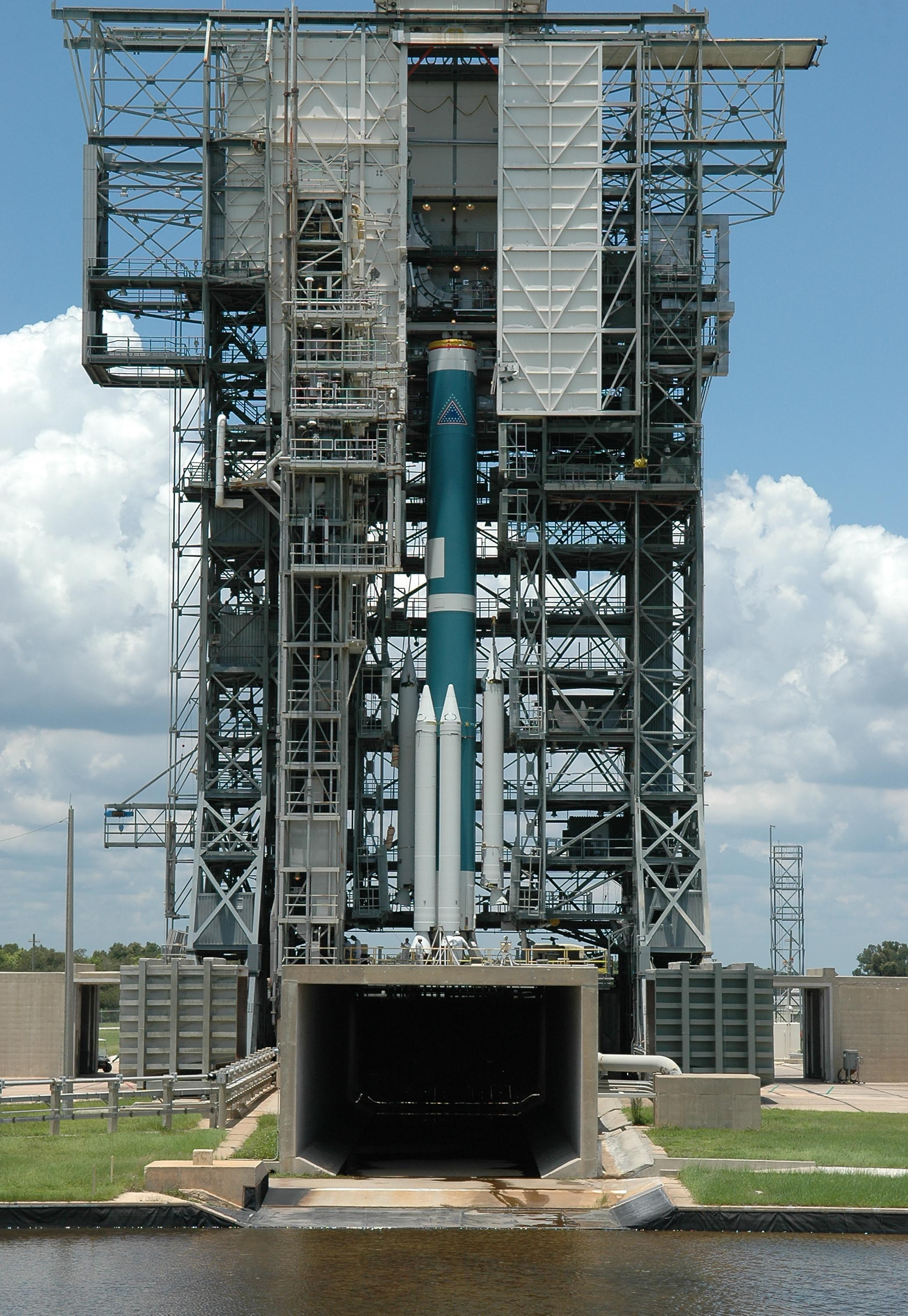
تركيب محفز صاروخي GEM-40 يعمل بالوقود الصلب.
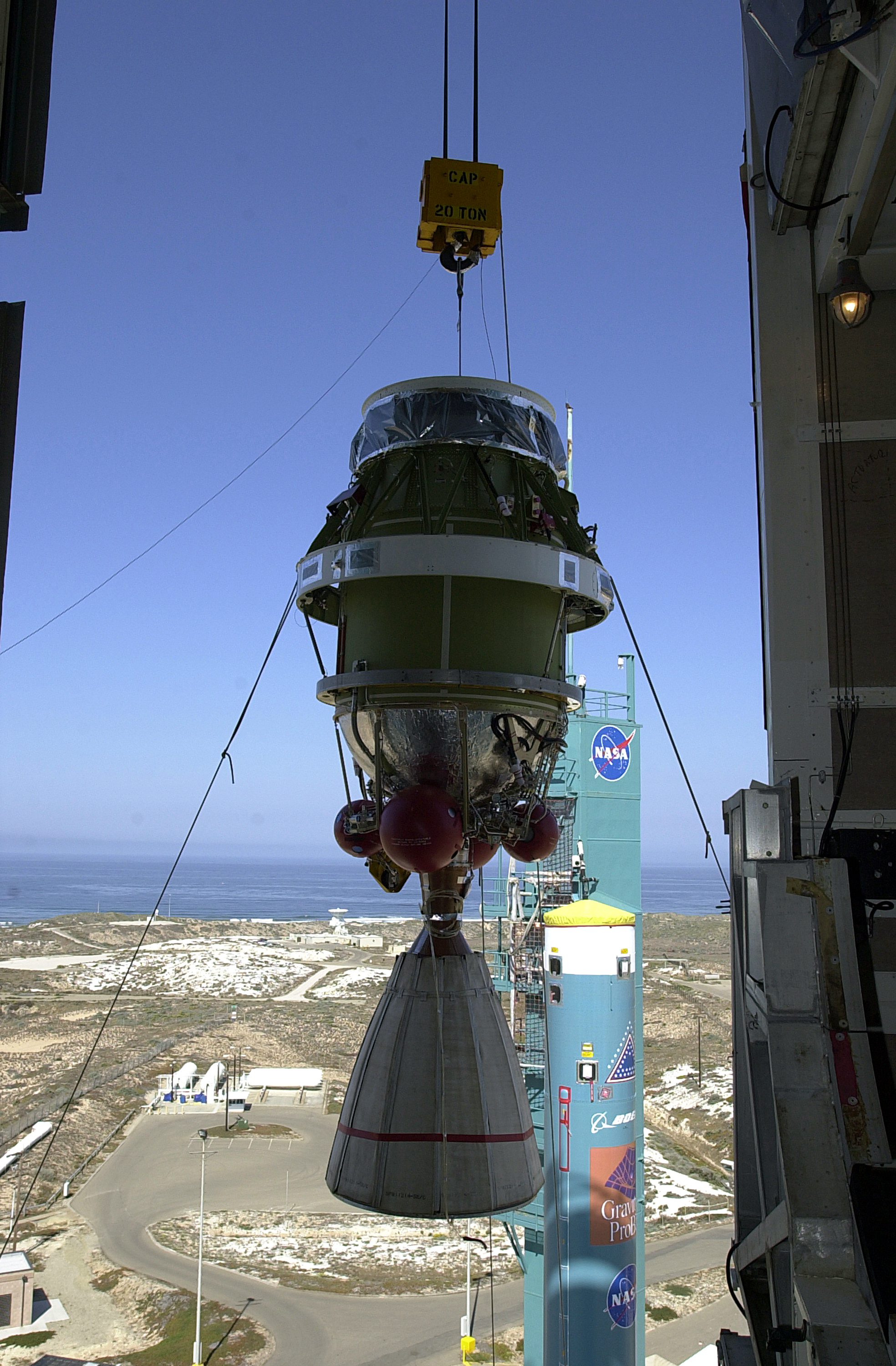
المرحلة الثانية قبل تركيبها.
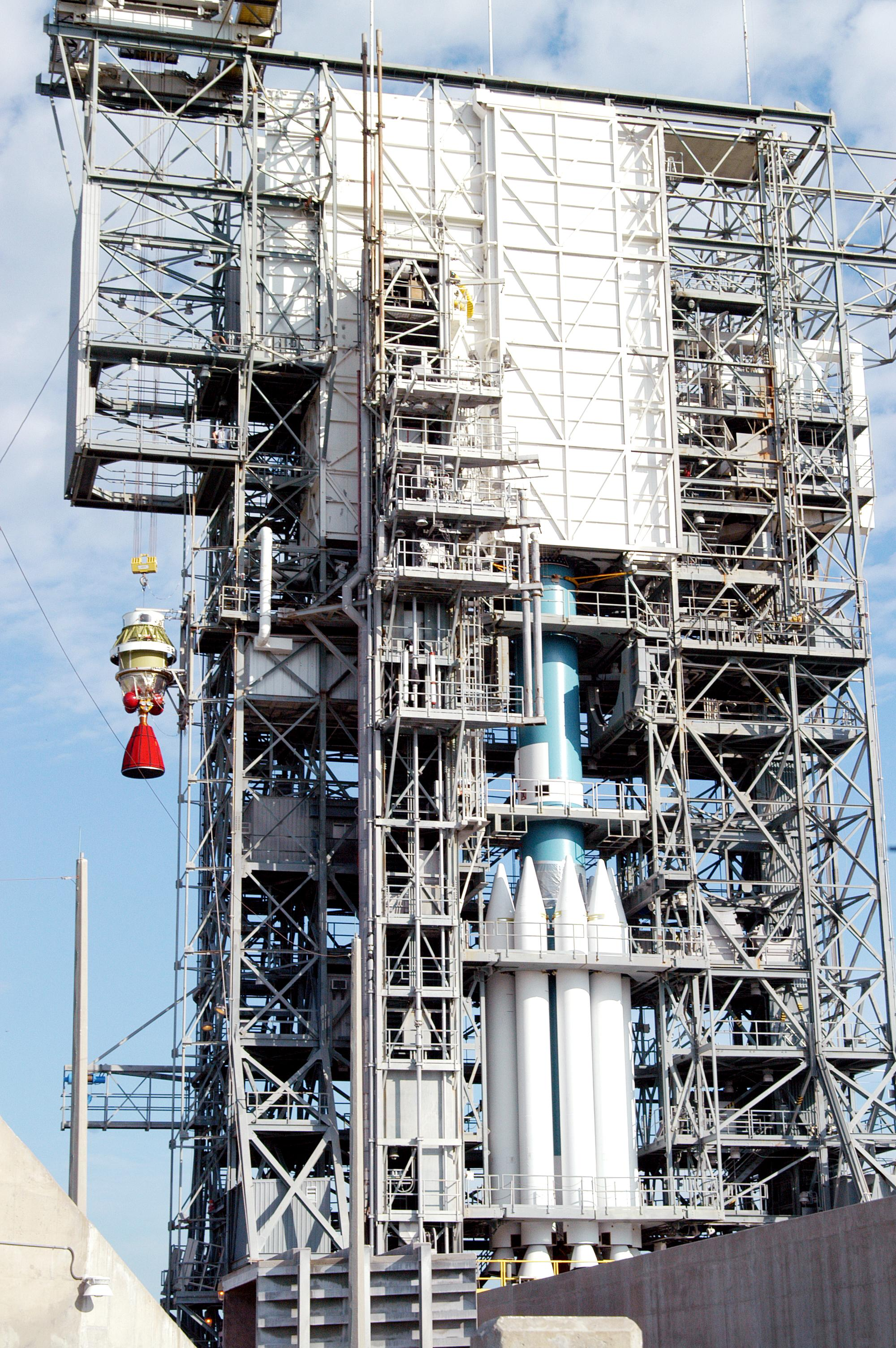
تركيب المرحلة الثانية وهي صغيرة حجما عن المرحلة الأولى للصاروخ دلتا 2 الثقيل
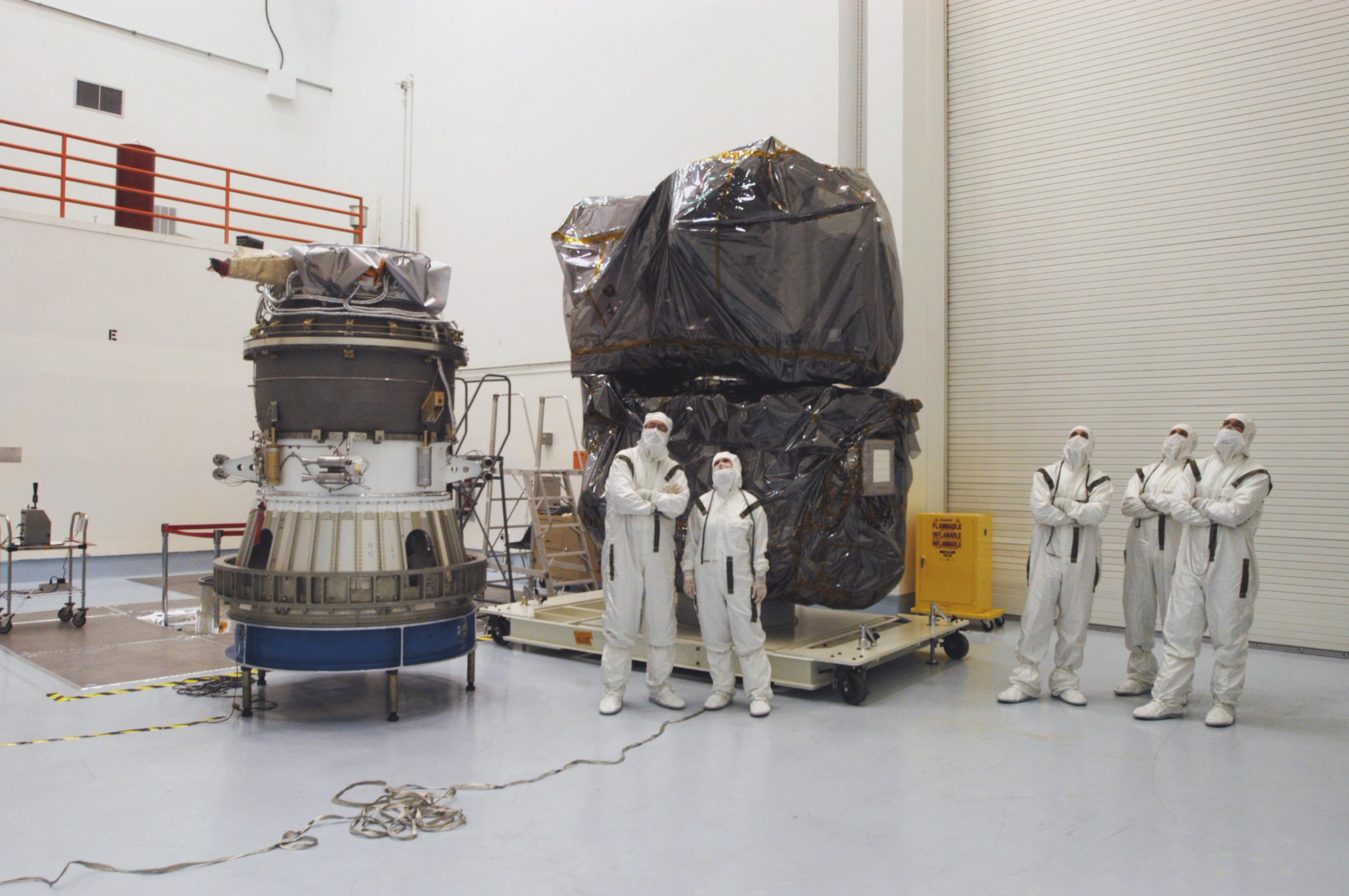
في الورشة المرحلة الثالثة إلى اليسار ومسبار ستيريو إلى اليمين
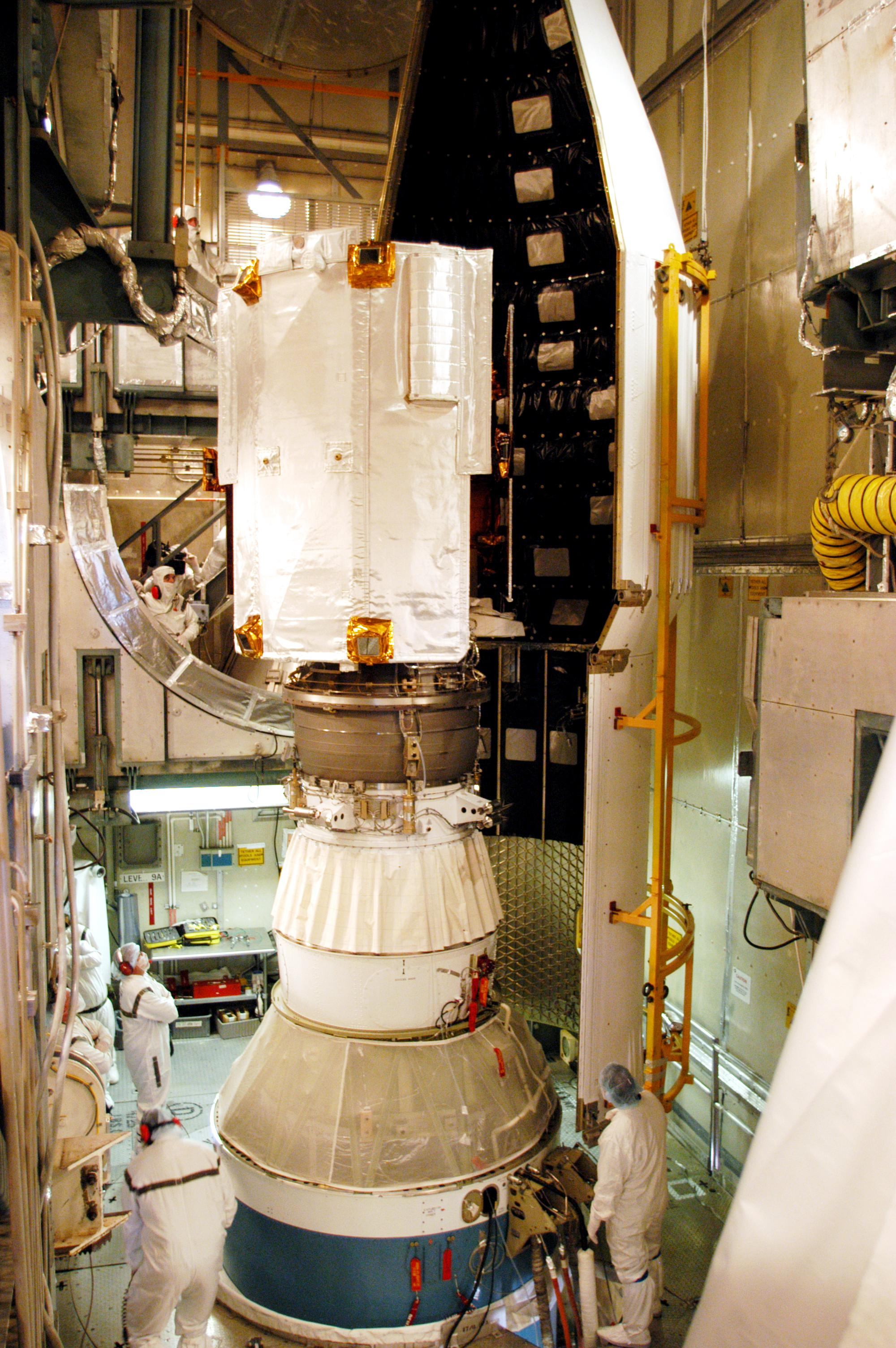
غطاء الحمولة لحماية ميسنجر (مركبة فضائية) الموجهة إلى عطارد.
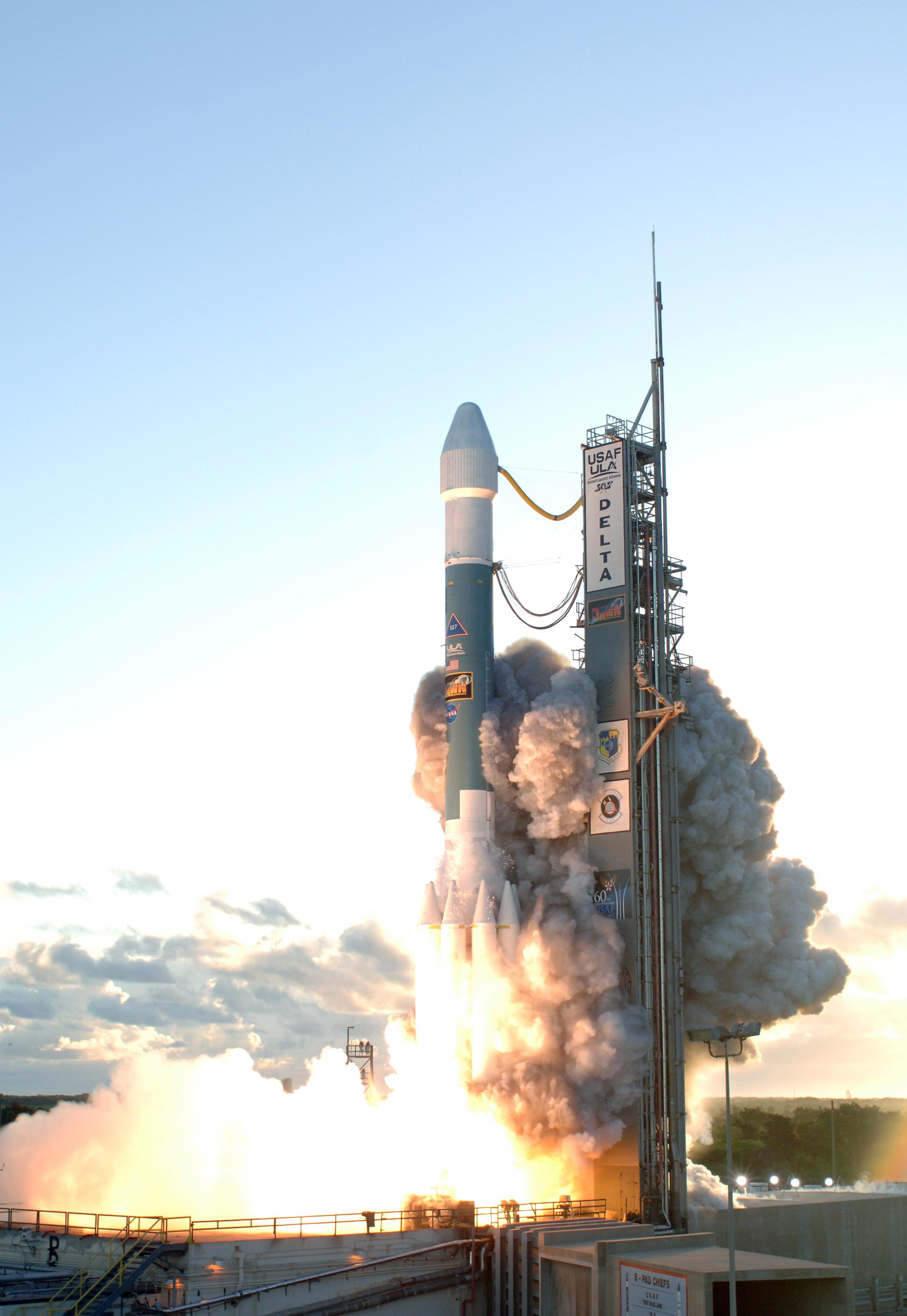
دلتا 2، الإطلاق